# Lithocarpus urceolaris
Lithocarpus urceolaris (Jack) Merr. – gatunek roślin z rodziny bukowatych (Fagaceae Dumort.). Występuje naturalnie w Indonezji (na Sumatrze i w Kalimantanie) oraz Malezji (w stanach Pahang, Terengganu i Johor).

## Morfologia
PokrójZimozielone drzewo dorastające do 40 m wysokości. Pień wyposażony jest w korzenie podporowe.
LiścieBlaszka liściowa jest nieco skórzasta i ma eliptyczny kształt. Mierzy 15,2–34,5 cm długości oraz 6,9–15,2 cm szerokości, ma nasadę od rozwartej do ostrokątnej i ostry wierzchołek. Ogonek liściowy jest nagi i ma 13–28 mm długości.
OwoceOrzechy o obłym kształcie, dorastają do 25 mm średnicy. Osadzone są pojedynczo w miseczkach w kształcie kubka.

## Biologia i ekologia
Rośnie w lasach wilgotnychref name=peb/>.